# Металопрокатний завод у Джубайлі
Металопрокатний завод у Джубайлі – підприємство чорної металургії Саудівської Аравії, яке діє на північному сході країни у індустріальній зоні Джубайль.
Завод, що почав роботу в 2000 році, може продукувати 450 тисяч тон середньо- та дрібносортового прокату на рік.
Первісно проектом володіла компанія United Gulf Steel Mill. Станом на кінець 2000-х завод опинився у непростому становищі і через нестачу оборотного капіталу та сировини працював на 20% – 30% від номінальної потужності. Як наслідок, у 2011-му його викупила компанія SULB Saudi, засновниками якої є Foulath Holding Company (51%, належить кувейтським та катарським інвесторам) та японська Yamato Kogyo (49%). В 2012 – 2013 роках ці ж компанії ввели в дію металургійний комбінат у Бахрейні, який став постачальником сортової заготовки для прокатного виробництва у Джубайлі.